# Linda Chung
Linda Chung Ka-yan, in cinese 钟嘉欣S (Maple Ridge, 9 aprile 1984), è una cantante e attrice canadese naturalizzata cinese.
Nel 2004 ha vinto Miss Chinese International e da allora si è stabilita per lavoro a Hong Kong.
Ha esordito nel mondo discografico nel 2008 con l'album Dinner for One, World for Two, anche se precedentemente aveva partecipato ad alcune compilation.